# Lee Joon Gi
Lee Joon Gi (* 17. April 1982 in Busan) ist ein südkoreanischer Schauspieler.

## Biographie
Seine Karriere begann er als Model. Im Jahr 2001 war er das erste Mal in der TV-Werbung für das So Basic Mode Label zu sehen. Seinen ersten Filmauftritt hatte er als Teenager in der südkoreanischen Serie Nan Eotteokhae (Was soll ich tun?). Später spielte er auch noch eine kleinere Rolle in dem Fernsehfilm Star’s Echo.
Berühmt wurde Lee Joon-ki durch den Film The King and the Clown, welcher 2005 Südkoreas Einspielrekorde brach und somit sogar Taegukgi als den meistgesehenen Film in der Geschichte Koreas mit über 12 Millionen Zuschauern ablöste.
Der vorher nahezu unbekannte Schauspieler wurde dadurch zu einer berühmten Persönlichkeit, die man in ganz Südkorea kennt. Seine nächste Rolle war ein Nebendarsteller in der südkoreanischen Fernsehserie My Girl des Senders SBS, wo er zusammen mit Park Si-yeon und großen Stars wie Lee Da-hae und Lee Dong-wook spielt.

## Filmografie

### Filme
- 2004: The Hotel Venus
- 2004: Flying Boys
- 2005: The King and the Clown
- 2006: Fly Daddy Fly
- 2007: May 18 / Splendid Holiday
- 2007: Virgin Snow
- 2016: Never Said Goodbye
- 2016: Resident Evil: The Final Chapter

### Fernsehen
- 2003: Nonstop 4 (MBC, Gast)
- 2004: Star's Echo (MBC/Fuji TV)
- 2004: Drama City, Ep. 234 "What Should I Do?" (KBS)
- 2005: My Girl (SBS)
- 2006: The 101st Proposal (SBS, Cameo-Auftritt)
- 2007: Time Between Dog and Wolf (MBC)
- 2008: Iljimae (SBS)
- 2009: Hero as Jin Do Hyuk (MBC)
- 2012: Arang and the Magistrate (MBC)
- 2013: Two Weeks (MBC)
- 2014: Gunman in Joseon (KBS2)
- 2015: Scholar Who Walks the Night as Kim Sung-yeol (MBC)
- 2016: Moon Lovers: Scarlet Heart Ryeo (달의 연인 – 보보경심 려 Dal-ui Yeonin – Bobogyeongsim Ryeo, SBS)
- 2017: Criminal Minds (tvN)
- 2018: Lawless Lawyer (tvN)
- 2020: Flower of Evil (tvN)
- 2022: Again My Life (SBS)
- 2023: Arthdal Chronicles S2 (tvN)

## Auszeichnungen
- 2009 MBC Drama Awards: Popular Actor Award (Hero)
- 2008 SBS Drama Awards: Male Top Excellence Award (Iljimae)
- 2008 SBS Drama Awards: Netizen Highest Popularity Award (Iljimae)
- 2007 MBC Drama Awards: Excellence Acting Award for Time Between Dog and Wolf
- 2007 China Fashion Awards: South Korean Artist of the Year
- 27th Hawaii International Film Festival: Rising Star Award (2007)
- 10th Annual Shanghai International Film Festival: Overseas Star Award (2007)
- 2007 Andre Kim's New and Superior Star Award
- 43rd Baeksang Art Awards: Popularity Award (2007)
- 27th Blue Dragon Film Awards: Best On-Screen Couple Award (with Gam Woo Seong) for "The King and the Clown" (2006)
- 27th Blue Dragon Film Awards: Popularity Award (with Kang Sung Yeon) for "The King and the Clown" (2006)
- 2006 MNET MKMF Awards: Music Video Award ("Grace Lee Soo Young")
- 5th Korea Film Awards Best New Actor Award for The King and the Clown (2006)
- 43rd Daejong Film Festival: Most Popular Actor Overseas (2006)
- 43rd Daejong Film Festival: Most Popular Actor (2006)
- 43rd Daejong Film Festival: Best New Actor (2006)
- 42nd Baeksang Art Awards: Best Male Newcomer (2006)
- 42nd Baeksang Art Awards: Popularity Award (2006)
- 42nd Baeksang Art Awards: 'In style' Fashion Award (2006)
- 2006 Netizen's Choice Awards: Best Male Newcomer
- 2006 Max Movie: Best Actor for "The King and the Clown"